# Хакунов, Нурбий Хасанбиевич
Нурбий Хасанбиевич Хакунов (1 ноября 1954) — советский и российский футбольный функционер и тренер.

## Биография
Через пять лет после рождения, не зная русского языка, переехал с родителями из родного аула в Майкоп. В 8 лет попал в группу подготовки майкопской «Дружбы», тренер Анатолий Трофимович Пономарёв. В 17 лет поступил в институт физкультуры имени Лесгафта, который закончил в 1976 году. В 1977 году провёл 9 матчей в клубе второй лиги «Авангард» Ровно. С 1978 года работает в институте физической культуры и дзюдо Адыгейского государственного университета. Защитил диссертацию на тему «Формирование физической культуры личности в учебных заведениях разного типа». Имеет почетные звания «Действительный член Адыгской международной академии наук», «Член-корреспондент академии военных наук», «Заслуженный деятель науки Республики Адыгея», «Заслуженный работник физической культуры и спорта Кубани».
В 1981—1983 годах работал тренером в майкопской «Дружбе», в 1984—1985 — в нальчикском «Спартаке», в следующем году был начальником команды. В 1992—1993 годах — главный тренер «Дружбы», с которой дошёл до полуфинала Кубка России 1992/93.
После ухода из команды работал в Адыгейском государственном университете, создал школу, направленную на воспитание будущих тренеров.
В 1997 году — главный тренер «Торпедо» Армавир, в 1998 — начальник команды «Кузбасс» Кемерово.
В 2001 году возглавил «Нарт» Черкесск, с которым победил в любительской лиге и вышел во второй дивизион. В августе 2002 перенёс микроинфаркт, после чего фактически завершил тренерскую деятельность, но с августа 2008 по ноябрь 2009 возглавлял ФК «Краснодар».
В 2008—2013 — начальник ФК «Краснодар», с июня 2013 — технический директор, заместитель генерального директора команды.